# Vênus de Tan-Tan

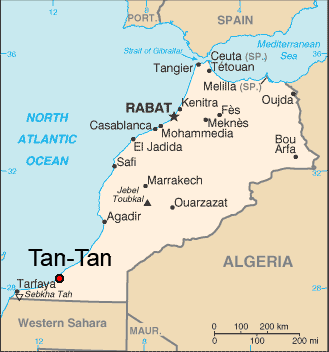
Situação do sítio arqueológico de Tan-Tan (Marrocos)

A Vênus de Tan-Tan é uma possível figura antropomorfa, com cerca de seis centímetros de altura, cujo suporte é um seixo de quartzito. Este tem várias fendas que conferem a sua característica morfologia: algumas delas são naturais e outras, aparentemente, artificiais; além disso, conserva restos de ocre. Dado que foi achada numa escavação arqueológica, num contexto próprio do Paleolítico Inferior, estima-se, embora com muitas dúvidas, que tenha entre 200 000 e 300 000 anos de idade (alguns cientistas recuam esta datação até aos 400 000 anos). Em todo o caso, é contemporânea do Homo heidelbergensis. Ela representa um vestígio de crença primitiva humana, baseada na figura feminina, a qual tem o poder da fertilidade. Representa o padrão da sexualidade e fertilidade em tempos antigos, isso porque não se sabia o porquê das mulheres gerarem filhos.[carece de fontes?]
A suposta figura foi descoberta em 1999 pela equipa de escavações do arqueólogo alemão Lutz Fieldler, a 15 m de profundeza, num sedimento fluvial do rio Drá, perto da localidade de Tan-Tan (a norte de Tarfaya, Marrocos). O contexto arqueológico que acompanhava à figura era, certamente, um Acheulense meio evoluído com numerosas bifaces e utensílios sobre lasca.
Contudo, desde o princípio a peça suscitou a controvérsia, já que, para alguns arqueólogos não é mais que um objeto natural casualmente antropomorfo. Entre eles, destaca o professor Stanley Ambrose da Universidade Urbana-Champaign de Illinois, quem sustem que estamos ante um seixo de morfologia fortuita e acidental, produto da erosão; embora reconheça as marcas de percussões que tem a peça, para ele são devidos a que pôde ter sido utilizada coma bigorna e, embora, efetivamente, tem restos de uma substância graxenta com um pouco de ocre, é possível que esta fosse usada como conservante nas peles de animais (feito comum na Pré-História); nega, portanto, que o ser humano potenciara deliberadamente a forma humana neste «pedregulho».
Pela sua parte, muitos estudiosos aceitaram a veracidade da descoberta, baseando-se nas análises de Robert Bednarik presidente da Federación Internacional de Organizações sobre Arte Rupestre (IFRAO) e máximo paladino da discutida estatueta. O australiano Bednarik, ainda reconhecendo que a origem da rocha é natural, acredita que algum “artista” pré-histórico aprofundou conscientemente os seus traços, para fazê-los mais humanos, por meio de incisões e percussões intencionais; além de pintá-la de cor ocre (óxido de manganês e óxido de ferro(III)), substância que não aparece em nenhum outro artefato dos encontrados na escavação e que, com frequência, foi associado ao âmbito espiritual na Pré-História.